# Листвинська сільська рада (Нижньогірський район)
Листвинська сільська́ ра́да — адміністративно-територіальна одиниця та орган місцевого самоврядування в Нижньогірському районі Автономної Республіки Крим. Адміністративний центр — село Листвинне.

## Загальні відомості
- Населення ради: 1 370 осіб (станом на 2001 рік)

## Населені пункти
Сільській раді підпорядковані населені пункти:
- с. Листвинне
- с. Кирсанівка
- с. Цвітуще

## Склад ради
Рада складалася з 16 депутатів та голови.
- Голова ради: Вернієнко Сергій Володимирович
- Секретар ради: Шередека Ірина Миколаївна

### Керівний склад попередніх скликань
| Прізвище, ім'я, по батькові    | Основні відомості                                                         | Дата обрання | Дата звільнення |
| ------------------------------ | ------------------------------------------------------------------------- | ------------ | --------------- |
| Вернієнко Сергій Володимирович | Сільський голова, 1961 року народження, освіта вища, безпартійний         | 26.03.2006   | 31.10.2010      |
| Вернієнко Сергій Володимирович | Сільський голова, 1961 року народження, освіта вища, член Партії регіонів | 31.10.2010   |                 |

Примітка: таблиця складена за даними сайту Верховної Ради України

### Депутати
За результатами місцевих виборів 2010 року депутатами ради стали:

#### За суб'єктами висування
| Суб'єкт висування | Кількість обраних депутатів | %   |
| ----------------- | --------------------------- | --- |
| Самовисування     | 16                          | 100 |

#### За округами
| № округу | Прізвище, ім'я, по батькові  | Дата визнання обраним | Освіта  | Партійна приналежність | Відомості про обраного депутата                   |
| -------- | ---------------------------- | --------------------- | ------- | ---------------------- | ------------------------------------------------- |
| 1        | Сковпень Ольга Миколаївна    | 04.11.2010            | середня | позапартійна           | тимчасово не працює                               |
| 2        | Скакодуб Олена Вікторівна    | 04.11.2010            | середня | позапартійна           | Листвинська загальноосвітня школа, сторож         |
| 3        | Холод Ольга Миколаївна       | 04.11.2010            | середня | позапартійна           | ПП «Козельська», продавець                        |
| 4        | Сердюк Світлана Михайлівна   | 04.11.2010            | середня | позапартійна           | тимчасово не працює                               |
| 5        | Теміркаєва Олена Миколаївна  | 04.11.2010            | вища    | позапартійна           | Листвинська загальноосвітня школа, медична сестра |
| 6        | Бех Наталія Ярославівна      | 04.11.2010            | середня | член Партії регіонів   | Листвинський дитячий садок, вихователь            |
| 7        | Купіна Катерина Петрівна     | 04.11.2010            | середня | позапартійна           | ШБУ-5, сторож                                     |
| 8        | Зекеряєва Рафіде Емерулаївна | 04.11.2010            | середня | позапартійна           | Листвинська амбулаторія, лікар                    |
| 9        | Юренко Галина Василівна      | 04.11.2010            | середня | член Партії регіонів   | ПП «Кофанов», продавець                           |
| 10       | Котова Ірина Миколаївна      | 04.11.2010            | середня | позапартійна           | тимчасово не працює                               |
| 11       | Чечикова Тамара Анатоліївна  | 04.11.2010            | середня | позапартійна           | Листвинський дитячий садок, вихователь            |
| 12       | Шередека Ірина Миколаївна    | 04.11.2010            | середня | член Партії регіонів   | Листвинська сільська рада, фахівець               |
| 13       | Костіна Марія Іллівна        | 04.11.2010            | середня | позапартійна           | тимчасово не працює                               |
| 14       | Зюкин Юрій Єгорович          | 04.11.2010            | середня | позапартійний          | Листвинський дитячий садок, електрик              |
| 15       | Лапіна Ірина Олександрівна   | 04.11.2010            | середня | член Партії регіонів   | Листвинська сільська рада, бухгалтер              |
| 16       | Солоняк Ірина Іванівна       | 27.10.2013            | середня | позапартійна           | сільський клуб, сторож                            |